# ابطال (قانون اساسی آمریکا)
ابطال در تاریخ قانون اساسی ایالات متحده آمریکا، نظریه‌ای حقوقی است که بنابر آن هر یک از ایالات آمریکا حق دارد هر قانون فدرال را که آن ایالت مخالف با قانون اساسی می داند، ابطال، یا بی‌اعتبار کند. دادگاه‌ها مکرراً نظریهٔ ابطال را رد کرده‌اند و قانونی بودن آن هرگز تأیید نشده است.
نظریهٔ ابطال مبتنی بر این دیدگاه است که ایالات، اتحاد را بر اساس توافقی (یا پیمانی) بین ایالات ایجاد کردند، و این که ایالات به عنوان ایجادکنندگان دولت فدرال، دارای اقتدار نهایی برای تعیین حدود قدرت دولت هستند. تحت این، نظریه پیمان، ایالات و نه دادگاه‌های فدرال مفسرین نهایی محدودهٔ قدرت دولت فدرال هستند. تحت این نظریه، ایالات، می‌توانند قوانین فدرالی را که مافوق قوای دولت طبق قانون اساسی می دانند رد یا باطل کنند. ایدهٔ مرتبط مداخله، این نظریه است که  وقتی دولت فدرال قوانینی تصویب می‌کند که یک ایالت مخالف قانون اساسی می داند، آن ایالت حق و وظیفه دارد خود را دخالت بدهد. تامس جفرسن و جیمز مدیسن نظریه‌های ابطال و مداخله را در قطعنامه‌های کنتاکی و ویرجینیا در ۱۷۹۸ ارائه کردند. تأکید شدیدتر بر اقتدار ایالتی اقدام مرتبط تجزیه است، که ایالت به وسیلهٔ آن ارتباط سیاسی خود با اتحاد را خاتمه می‌دهد.